# Bernd Hänschke
Bernd Hänschke (* 1. Dezember 1948 in Duisburg) ist ein deutscher Komponist.
Hänschke studierte Schulmusik an der Staatlichen Hochschule für Musik in Köln. Parallel dazu studierte er Komposition bei Joachim Blume und Hans Ulrich Humpert. Ein zweites Kompositionsstudium (1980–1983) in der Meisterklasse von Hans Werner Henze in Köln veränderte seinen Stil grundlegend.
Seit 1974 war er in Moers als Gymnasiallehrer tätig, ist aber mittlerweile pensioniert. 
Sein Werkverzeichnis weist Werke aller Gattungen auf, die oft einen Hang zum Theatralischen, Szenischen aufweisen. Da er in seiner Musik fast immer den Kontakt zu den anderen Künsten sucht, ergab sich eine Zusammenarbeit mit den Malern Christof Heyduck und Hans Werner Berretz (Ha Webe), aus der große zyklische Arbeiten sowie Kunstvideos hervorgingen, in denen beide Künste sich gegenseitig beeinflussen.
1989 gründete er das Henze-Kammerensemble. Als Dirigent und künstlerischer Leiter dieses Ensembles setzt er sich seither neben der Kammermusik Hans Werner Henzes vor allem auch für Werke von Schülern Henzes ein, ohne jedoch daraus ein Dogma zu machen.
1998 initiierte er zusammen mit dem dänischen Komponisten Mogens Christensen „EuHenzeNord“, ein deutsch-dänisches Gemeinschaftsprojekt, an dem neben dem Henze-Kammerensemble die beiden dänischen Ensembles „Ensemble Nord“ und „Euterpe“ beteiligt waren.
Seit 1996 ist er ständiger Gastdirigent des Festivals „Luis Casas Romero“ in Camagüey, Kuba, in enger Zusammenarbeit mit dem Mitbegründer und maßgeblichen künstlerischen Leiter des Festivals, dem englischen Komponisten David Paul Graham. Dieses Engagement gipfelte 1999 und 2000 in zwei internationalen Musiktheater-Projekten, dem Tanztheater-Projekt „Ebbó“ und der internationalen Gemeinschaftsoper „El Caballero de la Triste Figura“. An beiden Projekten war er auch als Komponist beteiligt.
Seit 2000 leitet er als Dozent an der Hochschule für Musik Detmold, Abteilung Dortmund das Ensemble Neue Musik.

## Werke
Werke für einen Spieler
- En miniature für Gitarre (1982; Wulfin Lieske gewidmet, nova giulianiad 2/84, S. 109 f.)
- Quasi una Sonata für Gitarre (1983)
- Fantasia per Rilke für Klavier (1984/96)
- Capriccio für Marimbaphon (1991/93)
- Entrance für Klavier mit elektronischem Begleitband (1994)
- Konzertszene 1 - Reflexionen über Schubert für Klavier mit elektronischem Begleitband (1995)
- Bird of Night für Bass-Blockflöte (1995)
- Bird of Night für Bass-Klarinette (2001)
- Bird of Night für Fagott (2001)
- Bird of Night für Alt-Saxophon (2001)
- Ich atme im Bereich des Ausgeträumten für Violine (1995)
- Bis dann der Schnee fällt für Kontrabass (1996)
- Pachelbels Traum für Klavier mit elektronischem Begleitband (1997)
- Immagini für Klavier (1998)
- Arlecchino für Violoncello solo (1999)
- Verblühtes Geräusch für Klavier mit elektronischem Begleitband (1999)
- Das fast nicht hörbare Flügelklappen des Schillerfalters für Klavier mit elektronischem Band (2001)
- Studie in blau für Klavier (2003)
- Monodram für Kontrabass und elektronisches Zuspiel (2004)
- Monolog für Klarinette und elektronisches Zuspiel (2004)
- Monolog für Klarinette mit obligater Orgel (2004)
- Arlecchino II für Violoncello und elektronisches Zuspiel (2004)

Kammermusik für zwei Spieler
- Von einem Herzpochen das Dunkel für zwei Gitarren (1985)
- Von alten Blumen für zwei Gitarren (1989)
- Poemi für Flöte und Schlaginstrumente (1990)
- Changeant II für Violoncello und Klavier (1993)
- Das fast nicht hörbare Flügelklappen des Schillerfalters, Fassung für Klavier zu 4 Händen (2000)
- Luftspiegelungen für Violoncello und Marimbaphon (2004)
- Luftspiegelungen für Violoncello und Klavier (2004)
- Rhapsodie für zwei Akkordeons (2005/2022)
- Zwischen Nacht und Zeit für zwei Akkordeons (1992/2022)

Kammermusik für drei Spieler
- Von einem Herzpochen das Dunkel, Version für Violoncello, Marimbaphon und Klavier (1991)
- Rondeau für Violoncello, Klavier und Schlaginstrumente (1995)
- Dunkle Lieder für Violine, Violoncello und Klavier (1997)
- Wozzeck - Skizzen, Version für Klarinette, Violoncello und Klavier (2004)
- Hommage à Bartók für Klarinette, Violine und Klavier (2004/2005)

Kammermusik für vier Spieler
- Entrata für zwei Trompeten, Horn und Posaune (1987)
- Zwischen Nacht und Zeit für Flöte, Gitarre, Violoncello und Marimbaphon (1992)
- Aquarelle für Flöte, Oboe, Violine und Viola (1995)
- Glasklang, 1. Streichquartett (2000)
- Aus Meerschaum gesponnene Finger, 2. Streichquartett (2001)
- Hommage à Celan, 3. Streichquartett mit elektronischen Klängen (2001)
- Römische Skizzen I, für Klarinette, Violoncello, Klavier, Schlaginstrumente und elektr. Zuspiel (2003)
- Römische Skizzen II, Besetzung s. o. (2003)
- Wozzeck - Skizzen, für Klarinette, Violoncello, Klavier und Schlaginstrumente (2003)
- Prometheus für Flöte, Fagott (alt. Bass-Klarinette), Violoncello und Marimbaphon (2004)

Kammermusik für fünf Spieler
- Hommage à Celan, für Klarinette, Gitarre, Streichtrio und elektronische Klänge (2001)
- Hommage à Celan, 3. Streichquartett mit Orgel (2001)
- Konzertszene I - Reflexionen über Schubert, Fassung für Klavier und Streichquartett (2001)
- Prometheus für Farblichtflügel, Fagott, Violoncello und Marimbaphon (2004)

Kammermusik für sechs Spieler
- Changeant I für Flöte, Klarinette, Violine, Violoncello, Klavier und Schlaginstrumente (1992)
- Warten im Himbeerwald für Flöte, Klarinette, Gitarre, Violoncello, Klavier und Schlaginstrumente (1998)

Kammermusik für sieben und mehr Spieler
- Sonata in sette für Flöte, Oboe, Klarinette, Marimbaphon, Violine, Viola und Violoncello (1994)
- Pachelbels Traum für Flöte, Oboe, Klarinette, Violine, Violoncello, Klavier und Schlaginstrumente (1997)
- Das fast nicht hörbare Flügelklappen des Schillerfalters für Flöte, Oboe, Klarinette, Horn, Violine, Viola, Violoncello, Klavier und Schlaginstrumente (1998)
- Verblühtes Geräusch für Baßflöte, Englischhorn, Bassklarinette, Violine, Viola, Violoncello, Klavier und Schlaginstrumente (4. Mai – 17. Juni 1999)
- Concerto grosso, für zwei Trompeten, Cembalo und Streichquintett (2000)
- Interludium I - Hommage à Celan, für Flöte, Oboe, Klarinette, Horn, Trompete, 2 Violinen, Viola, Violoncello, Kontrabass, Klavier und Schlaginstrumente (2001)

Werke für Solostimme
- Drei Sonette der Louïze Labé für Sopran, Englischhorn, Gitarre und Orgel (1981/82)
- Ich bin in dieses Nichts geschraubt, Liederzyklus auf Gedichte von Karl-Oskar Stimmler für Mezzosopran, Oboe, Klarinette, Viola, Violoncello, Klavier und Schlaginstrumente (1988/91)
- Von der Liebe am Teetisch, Liederzyklus auf Gedichte von Heinrich Heine für Sopran oder Mezzosopran und Klavier (1988/98)
- Wir haben den Brand gelegt, Liederzyklus für Alt, Altflöte, Gitarre, Violoncello und Schlaginstrumente (1990)
- Auf der Nadelspitze - sechs satirische Miniaturen auf Texte von Karl-Oskar Stimmler für Stimme, Flöte, Oboe, Viola, Violoncello, Klavier und Schlaginstrumente (1992)
- Im siebten Stockwerk der Geduld, Kammeroratorium für Mezzosopran, Sprecher, Flöte, Oboe, Klarinette, Viola, Schlaginstrumente und Orgel auf einen Text von Karl-Oskar Stimmler (1992)
- Allein bist du Armut, Liederzyklus auf Gedichte von Karl-Oskar Stimmler für Mezzosopran, Flöte, Oboe und Vibraphon (199*); 2. Fassung für Sopran, Violine und Klavier (1999)
- Niccolò für Mezzosopran, Klarinette, Trompete, Posaune, Gitarre, Viola, Violoncello, Klavier und Schlaginstrumente, auf einen Text von Hans Magnus Enzensberger (1996)
- Evtuchenko es un loco für Sopran oder Mezzosopran, Flöte, Oboe, Horn, Viola und Klavier auf einen Text von Pablo Neruda (1998)
- In Eins, für Bariton, Flöte, Oboe, Klarinette, Horn, Trompete, 2 Violinen, Viola, Violoncello, Kontrabass, Klavier und Schlaginstrumente (2001)
- Schibboleth, für Mezzosopran, Bariton, Flöte, Oboe, Klarinette, Horn, Trompete, Posaune, 2 Violinen, Viola, Violoncello, Kontrabass, Klavier und Schlaginstrumente (2 Spieler) (2001)
- Cavatina der Rosina, Neubearbeitung der Kavatine aus Rossinis „Der Babier“ für Mezzosopran, Flöte, Klarinette, Violine, Viola, Violoncello, Kontrabass und Klavier (ARTIVO, 2004)

Werke für Chor
- Die Fabrik ist die Hölle, für achtstimmigen Chor und Kammerorchester (1982)
- An Orpheus, zwei Madrigale auf Texte von Karl-Oskar Stimmler und Rainer-Maria Rilke für achtstimmigen Chor a cappella (1992)
- Ein Jegliches hat seine Zeit, für achtstimmigen Chor, Flöte, Oboe, Klarinette, Fagott, zwei Trompeten, zwei Posaunen, Orgel und Schlaginstrumente (1995); 2. Fassung für achtstimmigen Chor, Flöte, 2 Trompeten, 2 Posaunen, Orgel, Schlaginstrumente und Streicher (Streichquintett oder Streichorchester) (1999)
- Das Eine, für gemischten Chor a cappella auf einen Text von Rose Ausländer (1995); 2. Fassung für gemischten Chor und Orchester (1996)
- Nichts übrig, für fünfstimmigen Frauenchor auf einen Text von Rose Ausländer (1996)
- O Heiland, reiß die Himmel auf, Motette für vierstimmigen Vokalchor, zwei vierstimmige Blechbläserchöre und Orgel (1998)
- Mater dolorosa, für Sopran (hoher Mezzosopran), vier- bis achtstimmigen Chor, Streichorchester und Orgel (2000)

Werke für Kammerorchester
- Szene I aus „Les jeux sont faits“ (Jean Paul Sartre) für Violoncello solo und Kammerorchester (1 - 1 - 1 - 1 - 1 - 1 - 1 - Klavier, Schlaginstr. u. Streicher, 1985/86)
- Konzert für Trompete und Kammerorchester (1 - 1 - 2 - 0 - 1 - 0 - 1 - Klav., 2 Schl. und Streicher, 1987–89)
- Wie Träume tönen, 1. Klavierkonzert nach Neruda für Klavier und Kammerorchester (0 - 1 - 1 - 1 - 1 - 0 - 1 - Klav. - 0 - 0 - 1 - 1 - 1, 1990)
- Konzert für Gitarre und Kammerorchester (1 - 1 - 1 - 1 - 2 - 0 - 1 - 1 - 1 - 1 - 1 - 1 - Schl., 1990/91)
- Konzertszene I - Reflexionen über Schubert, 2. Klavierkonzert für Klavier und Oktett (Klarinette, Fagott, Horn und Streichquintett, solistisch oder chorisch, 1993/94)
- Landschaften der Seele, Konzertszene II für Oboe und Kammerorchester (Blockfl., 1 - 1 - 2 - 0 - 0 - 0 - 0 - 2 Schl. - 2 Klav. - 1 - 1 - 0 - 3 - 0, 1997)
- Julian - Prolog (1 - 1 - 1 - 0 - 1 - 1 - 1 - Schl. - Klav - 1 - 1 - 1 - 1 - 1, 1999)
- Concerto grosso für Barockensemble (0 - 0 - 0 - 0 - 0 - 2 - 0 - Cemb. - 1 - 1 - 1 - 1 - 1, 2000)
- Prometheus, Konzert für Fagott und Streichorchester (2004)

Orchesterwerke
- 1. Symphonie - Hommage à Milhaud für Kammerorchester (2 - 2 - 2 - 2 - 2 - 2 - 1 - Schl. - Klav. - 1 - 1 - 1 - 1 - 1 -, 1992/93)
- Fantasia para orquesta, für großes Orchester (1996)
- 2. Symphonie - Sinfonia concertante für Violine, drei Oboen, zwei Hörner, Klavier, Schlaginstrumente und Streicher (1997/98)

Werke für Soli, Chor und Orchester
- Passio, Oratorium für Mezzosopran, Bariton, gemischten Chor, Kammerorchester und Orgel auf lat. Texte aus dem Lukas-Evangelium (1 - 1 - 1 - 0 - 0 - 0 - 0 - 0 - Schl - 3 - 1 - 1 - 1) (2002)

Bühnenwerke
- Mose - szenisches Oratorium für Kinder und Jugendliche (1983/85)
- 1984 - Musiktheater für verschiedene jugendliche Solisten und (Big-)Band (1997)
- Scheinwelten, Musiktheater für drei Sänger und sieben Instrumentalisten (Libretto: Jens Prüss; 1999–2000)
- Die Höhle des Montesinos, Ballett (2 - 1 - 1 - 1 - 1 - 1 - 1 - 0 - 2 Schl. - Klav. - Git. - 1 - 1 - 2 - 0, 1999/2000)
- Les Jeux sont faits (Sartre), Schauspiel mit Musik für jugendliche Solisten, Chor und Bigband (2001/2002)
- Die Vögel, multimediales Musiktheater (in Kooperation mit D. P. Graham) für Sopran, Tenor, Bariton, Klar, Vc, Schl, Klav u. elektron. Zuspiel (Libretto: Jens Prüss, 2002)